# Parry O'Brien
William Patrick O'Brien o William Parry O'Brien, i conegut com a Parry O'Brien, (Santa Monica, Estats Units 1932 - Santa Clarita 2007) fou un atelta nord-americà, especialista en llançament de pes i guanyador de tres medalles olímpiques.

## Biografia
Va néixer el 28 de gener de 1932 a la ciutat de Santa Monica, població situada a l'estat de Califòrnia.
Va morir el 21 d'abril de 2007 a Santa Clarita com a conseqüència d'un atac de cor mentre practiva natació en una competició regional.

## Carrera esportiva
Va participar, als 20 anys, en els Jocs Olímpics d'Estiu de 1952 realitzats a Hèlsinki (Finlàndia), on aconseguí guanyar la medalla d'or en la competició masculina de llançament de pes amb un tir de 17.41 metres, establint un nou rècord olímpic. En els Jocs Olímpics d'Estiu de 1956 realitzats a Melbourne (Austràlia) aconseguí revalidar el seu títol amb un tir de 18.57 metres, establint un nou rècord olímpic altre cop. Va ser el primer llançador en superar els 18 metres, de la mateixa manera que també seria el primer en superar els 19 m.
Gran favorit per revalidar el seu títol i convertir-se en el primer llançador a aconseguir tres títols olímpics, en els Jocs Olímpics d'Estiu de 1960 realitzats a Roma (Itàlia) s'hagué d'acontentar amb la medalla de plata en veure's superat pel seu compatriota Bill Nieder tot i establir un nou rècord olímpic amb el seu tir de 19.11 metres (posteriorment Nieder feu un tir de 19.68 metres).
Participà en els Jocs Olímpics d'Estiu de 1964 realitzats a Tòquio (Japó), on fou l'encarregat de ser l'abanderat del seu país en la cerimònia inaugural dels Jocs i finalitzà en quarta posició de la competició, guanyant així un diploma olímpic.
Al llarg de la seva carrera guanyà dos medalles d'or en els Jocs Panamericans.